# Boomerang Scandinavia
Boomerang Scandinavia este un canal de televiziune care se difuzează în Țările Nordice. Este un serviciu asemănător cu Cartoon Network, canalul difuzând desene animate clasice și moderne destinate copiilor.

## Istorie
La sfârșitul anului 2005, Turner Broadcasting System Europe a raportat că intenționează să lanseze canalul în regiunea nordică. De asemenea, au solicitat transmiterea Boomerang în rețeaua digitală terestră suedeză în toamna anului 2005. Cu toate acestea, Boomerang nu a primit o licență de către guvernul suedez la acea vreme.
Canalul a fost lansat pe data de 1 aprilie 2011 de pe platforma Canal Digital. Boomerang fusese oferit anterior ca un bloc de programare pe Cartoon Network.
Pe 30 septembrie 2010, ca canal pe platforma de satelit Viasat.
Pe 19 ianuarie 2015,Boomerang Scandinavia a aplicat rebrand-ul 2014-15.

## Programe

### Difuzate în prezent
- Apărătorii regatului
- Cățelul Pat
- Ce e nou, Scooby-Doo?
- Ciupi-Ciupi și ciupercuțele
- Fii tare, Scooby-Doo!
- Grizzy și lemingii
- Locomotiva Thomas și prietenii săi
- Looney Tunes
- Looney Tunes Cartoons
- Mașa și ursul
- Mr Bean: The Animated Series
- Noile Looney Tunes
- Povești cu Tom și Jerry
- Scooby-Doo și cine crezi tu?
- Scooby-Doo și echipa misterelor
- Taffy
- The Looney Tunes Show
- Tom și Jerry
- Tom și Jerry la New York
- Tom și Jerry se dau în spectacol
- Yabba Dabba Dinozauri

### Difuzate în trecut
- Dorothy and the Wizard of Oz
- Scooby Doo
- Inspector Gadget (2015)
- Băiatul Veveriță
- Draculaș, vampirul iepuraș
- Patrula junglei în acțiune
- The Garfield Show
- Mielul Shaun
- Ștrumfii
- Curse Trăsnite (reboot)
- Baby Looney Tunes
- Duck Dodgers
- Aventuri în epoca de piatră
- Familia Jetson
- Pinky and the Brain
- Tom și Jerry în copilărie
- Super motanul
- Tabăra lui Lazlo
- Laboratorul lui Dexter
- Eu sunt Nevăstuică
- Familia Addams
- Casa Foster pentru prieteni imaginari
- Vaca și puiul
- Droopy, Maestrul Detectiv
- Mike, Lu și Og
- Patrula timpului
- 2 câini proști
- Mielul la oraș
- Frații Koala
- Locomotiva Thomas și prietenii săi
- What a Cartoon!